# PRKACA
PRKACA (англ. Protein kinase cAMP-activated catalytic subunit alpha) – білок, який кодується однойменним геном, розташованим у людей на короткому плечі 19-ї хромосоми. Довжина поліпептидного ланцюга білка становить 351 амінокислот, а молекулярна маса — 40 590.
| 10         |  | 20         |  | 30         |  | 40         |  | 50         |
| ---------- |  | ---------- |  | ---------- |  | ---------- |  | ---------- |
| MGNAAAAKKG |  | SEQESVKEFL |  | AKAKEDFLKK |  | WESPAQNTAH |  | LDQFERIKTL |
| GTGSFGRVML |  | VKHKETGNHY |  | AMKILDKQKV |  | VKLKQIEHTL |  | NEKRILQAVN |
| FPFLVKLEFS |  | FKDNSNLYMV |  | MEYVPGGEMF |  | SHLRRIGRFS |  | EPHARFYAAQ |
| IVLTFEYLHS |  | LDLIYRDLKP |  | ENLLIDQQGY |  | IQVTDFGFAK |  | RVKGRTWTLC |
| GTPEYLAPEI |  | ILSKGYNKAV |  | DWWALGVLIY |  | EMAAGYPPFF |  | ADQPIQIYEK |
| IVSGKVRFPS |  | HFSSDLKDLL |  | RNLLQVDLTK |  | RFGNLKNGVN |  | DIKNHKWFAT |
| TDWIAIYQRK |  | VEAPFIPKFK |  | GPGDTSNFDD |  | YEEEEIRVSI |  | NEKCGKEFSE |
| F          |  |            |  |            |  |            |  |            |

A: Аланін

C: Цистеїн

D: Аспарагінова кислота

E: Глутамінова кислота

F: Фенілаланін

G: Гліцин

H: Гістидин

I: Ізолейцин

K: Лізин

L: Лейцин

M: Метіонін

N: Аспарагін

P: Пролін

Q: Глутамін

R: Аргінін

S: Серин

T: Треонін

V: Валін

W: Триптофан

Кодований геном білок за функціями належить до трансфераз, кіназ, серин/треонінових протеїнкіназ, фосфопротеїнів. 
Задіяний у такому біологічному процесі, як альтернативний сплайсинг. 
Білок має сайт для зв'язування з АТФ, нуклеотидами. 
Локалізований у клітинній мембрані, цитоплазмі, ядрі, мембрані, мітохондрії, клітинних відростках, війках, цитоплазматичних везикулах.